# Consiglio della magistratura militare
Il Consiglio della Magistratura Militare, detto anche CMM, è l'organo di autogoverno della magistratura militare italiana. La sede del Consiglio si trova a Roma, nel Palazzo Cesi-Gaddi sito in Via degli Acquasparta nº 2.

## Storia
Venne previsto dalla legge 30 dicembre 1988 n. 561, recante Istituzione del Consiglio della magistratura militare, e dal relativo regolamento di attuazione, il D.P.R. 24 marzo 1989 n. 158, recante Norme di attuazione della legge 30 dicembre 1988, n. 561, istitutiva del Consiglio di magistratura militare, al fine di uniformare i magistrati militari ai magistrati ordinari, attribuendo al CMM le stesse attribuzioni previste per il Consiglio superiore della magistratura.
Con la legge 24 dicembre 2007 n. 244, (legge finanziaria 2008) i componenti del Consiglio sono stati ridotti e rideterminati.

## Compiti
Il Consiglio ha, per i magistrati militari, le stesse attribuzioni previste per il Consiglio superiore della magistratura. In particolare provvede in materia di assunzioni, assegnazioni, trasferimenti, promozioni, procedimenti disciplinari e su ogni altro aspetto inerente allo stato giuridico dei magistrati militari, nonché sul conferimento di incarichi extragiudiziali e su ogni altra materia ad esso attribuita dalla legge.
In relazione ai procedimenti disciplinari, il Ministro della giustizia e il Procuratore generale presso la Corte di cassazione sono sostituiti, rispettivamente, dal Ministro della difesa e dal Procuratore generale militare presso la Corte di cassazione.
Il procedimento disciplinare nei confronti dei magistrati militari è regolato dalle norme in vigore per i magistrati ordinari. Il procuratore generale militare presso la Corte di cassazione esercita le funzioni di pubblico ministero e non partecipa alle deliberazioni.

## Composizione
Il CMM era in precedenza composto da:
- 1 procuratore generale militare presso la Corte di cassazione, membro di diritto;
- 2 membri laici nominati, di concerto, dai presidenti dei due rami del Parlamento, scelti tra i professori universitari in materie giuridiche e gli avvocati con almeno quindici anni di esercizio professionale, dei quali uno era eletto dal Consiglio vice presidente. I due componenti estranei alla magistratura militare non potevano esercitare attività professionale suscettibile di interferire con le funzioni della magistratura militare né esercitare attività professionale nell'interesse o per conto, ovvero contro l'amministrazione militare;
- 5 magistrati militari, uno dei quali con funzioni di cassazione, eletti da tutti i magistrati militari.

In seguito al decreto legislativo 29 gennaio 2024, n. 8, che ha modificato l'art. 60 del Codice dell'ordinamento militare (decreto legislativo 15 marzo 2010, n. 66), i componenti del Consiglio sono così rideterminati:
- il primo presidente della Corte di Cassazione, che lo presiede;
- il procuratore generale militare presso la Corte di Cassazione;
- quattro componenti eletti dai magistrati militari;
- un componente estraneo alla magistratura militare, scelto d'intesa tra i Presidenti delle due Camere, fra professori ordinari di università in materie giuridiche e avvocati con almeno quindici anni di esercizio professionale, che assume le funzioni di vice presidente del Consiglio. Quest'ultimo componente non può esercitare attività professionale suscettibile di interferire con le funzioni della magistratura militare né può esercitare attività professionale nell'interesse o per conto, ovvero contro l'amministrazione militare.

Le deliberazioni del Consiglio sono adottate a maggioranza e per la loro validità è necessaria la presenza di almeno quattro componenti, di cui due elettivi. A parità di voti prevale il voto del presidente. Il Consiglio dura in carica quattro anni.

## Lostatusgiuridico dei componenti
Per quanto concerne lo status giuridico dei componenti non magistrati del Consiglio si osservano le disposizioni relative al CSM, in quanto applicabili, ovvero la legge 24 marzo 1958, n. 195, e s.m. Il trattamento economico di tali componenti è stabilito con d.P.C.M., su proposta del Ministro della difesa, di concerto con il Ministro dell'economia e delle finanze, avuto riguardo alle incompatibilità, ai carichi di lavoro e alle indennità dei componenti del Consiglio superiore della magistratura eletti dal parlamento.

## Membri attuali
Gli attuali componenti sono:
- Presidente: Margherita Cassano, Primo Presidente della Corte di cassazione;
- Vice Presidente: Avv. Pietro Laffranco, componente designato dai Presidenti della Camera e del Senato;
- Componente di diritto: Dott. Maurizio Block, Procuratore generale militare presso la Corte di cassazione;
- Componenti eletti: Dott. Gaetano Carlizzi, Dott.ssa Anna Marconcini, Dott. Stanislao Saeli e Dott.ssa Elisabetta Tizzani, magistrati.[2]